# Касерес, Маноло
Мануэ́ль Касе́рес Артесе́ро (исп. Manuel Cáceres Artesero; 15 января 1949, Сан-Карлос-дель-Валье, Испания — 1 мая 2025, Монкофар, Испания), более известный как Мано́ло или Маноло-барабанщик (исп. Manolo el del Bombo) — болельщик футбольного клуба «Валенсия» и сборной Испании по футболу.

## Биография
Мануэль Касерес Артесеро родился 15 января 1949 года в небольшом городке Сан-Карлос-дель-Валье в провинции Сьюдад-Реаль на юге Испании. В детстве он недолго занимался футболом в школе местной футбольной команды, но дальнейшего продолжения занятия профессиональным спортом не получили. Когда Маноло было 5 лет, его семья переехала в Уэску (в Арагоне). Там Маноло впервые начал ходить на футбол, став болельщиком «Сарагосы» (Сарагоса — центр автономного сообщества Арагон).
Однажды Маноло пришла в голову интересная мысль — взять с собой на стадион барабан. Вскоре идея переросла в увлечение: на каждом домашнем матче «Сарагосы» Маноло появлялся с барабаном, активно отбивая ритм. Тогда-то он и получил прозвище «Маноло-барабанщик».

## Маноло в Валенсии
Со временем клубные симпатии Маноло переменились: теперь он болеет за «Валенсию» — команду из города, куда Маноло переехал в 1982 году. Постепенно Маноло стал знаменитостью Валенсии и одним из символов одноимённого футбольного клуба.
В 1987 году от Маноло ушла жена, не выдержав его образа жизни.
За 25 лет он Маноло пропустил ни одного домашнего матча «летучих мышей», однако в 2006 году, поссорившись с руководством клуба, «el del Bombo» перестал посещать «Месталью».
В Валенсии Маноло открыл собственный бар неподалёку от «Местальи». В интерьере заведения использовано множество футбольной атрибутики, по стенам развешаны фотографии Маноло с футболистами сборной Испании и королём Хуаном Карлосом I.

## Маноло и сборная Испании
За последние 30 лет жизни Маноло практически не пропускал игр сборной Испании, не исключая и товарищеских встреч. Единственная причина, которая могла помешать ему побывать на матче «красной фурии» — проблемы со здоровьем, как это случилось, например, с игрой Испания — Парагвай на ЧМ-2010.
Со своей сборной Маноло побывал на десяти чемпионатах мира; по словам самого испанца, ему хотелось бы посетить 12 мундиалей.
На стадионе Маноло появлялся в футболке испанской сборной с номером 12, чёрному баскскому берету и большому барабану, на одной стороне которого изображён герб Федерации футбола Испании и надпись «Барабанщик Испании Маноло» (исп. MANOLO — El Bombo de España), а на другой — надпись «Спорту — да, насилию — нет» (исп. DEPORTE SI, VIOLENCIA NO).
В 2010 году в начале группового этапа чемпионата мира в ЮАР Маноло предсказал победу испанцев на Мундиале и будущих соперников сборной на всех стадиях плей-офф. Угадав в случае с 1/8 и 1/4 финала, с участниками полуфинала и финала Маноло ошибся.
После чемпионата мира по футболу в России Маноло заявил, что больше не будет ездить на матчи сборной Испании в другие страны, так как его не пускали на стадионы в Казани и Калининграде. Однако на чемпионате Европы 2020 года на матче 1/4 финала против Швейцарии в Санкт-Петербурге Маноло объявился на трибунах.
Маноло умер 1 мая 2025 года из-за проблем с дыханием в Вильярреале в возрасте 76 лет.